# Saab 9000
La Saab 9000 è un'autovettura prodotta dalla casa automobilistica Saab dal 1984 al 1998.
Sviluppata a partire dal progetto (Tipo 4) avviato in comune con Alfa Romeo, Fiat e Lancia dal quale derivano Alfa Romeo 164, Fiat Croma e Lancia Thema. 

## Il contesto

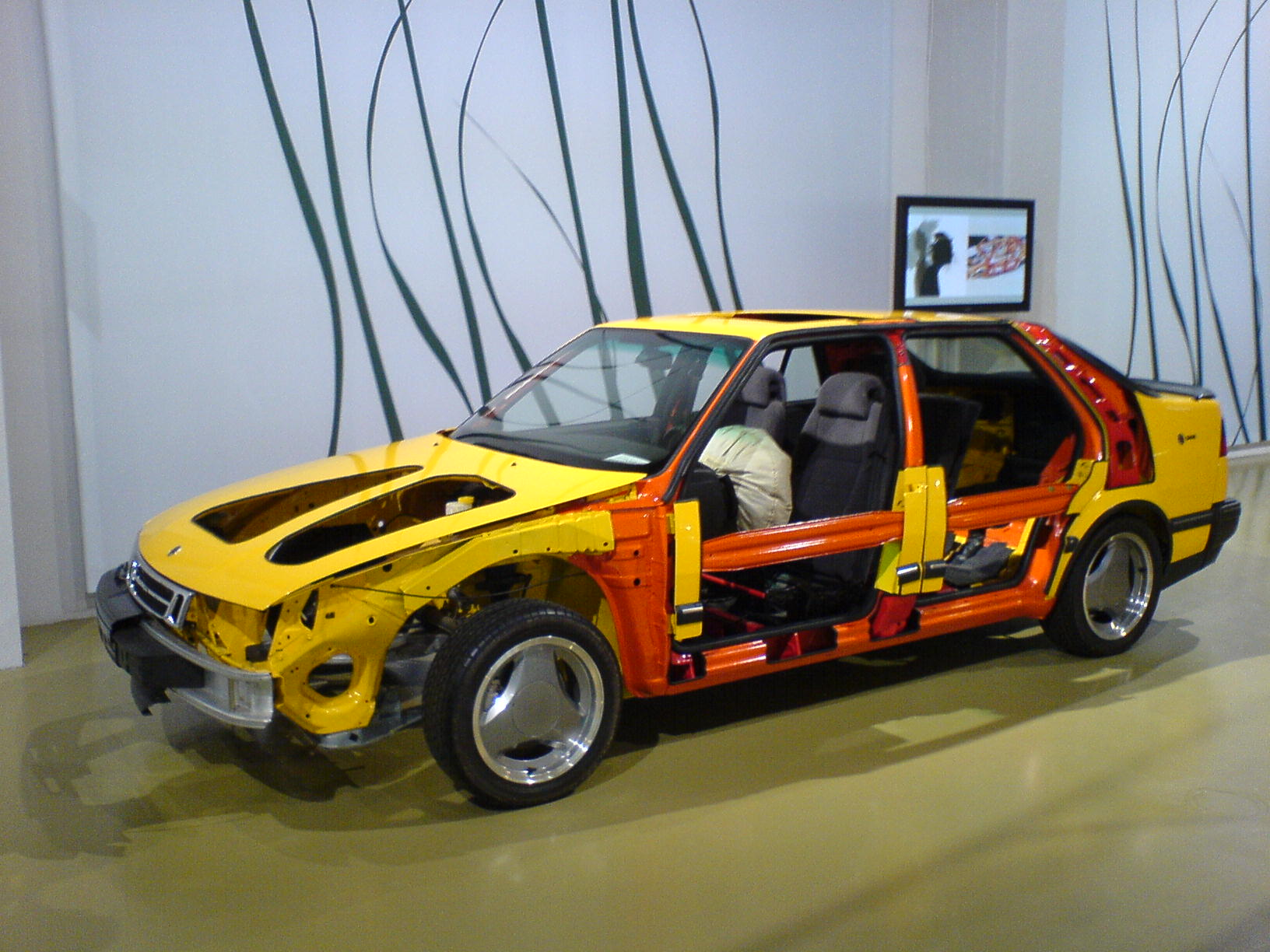
Sezione trasversale che mostra le differenze rispetto alle vetture italiane

La 9000 (CC) è una berlina a due volumi e mezzo (essendo presente il portellone posteriore).
Condivide apparentemente le portiere e la struttura centrale della scocca con Lancia Thema e Fiat Croma: i tecnici svedesi, non ritenendo la scocca sicura, dotarono le portiere di massicce barre di protezione laterale; è radicalmente differente anche il frontale che garantisce una sicurezza maggiore negli impatti; solo sette elementi sono intercambiabili con le vetture italiane.

Meccanicamente il progetto Tipo 4 prevedeva: motore trasversale, trazione anteriore e sospensioni a quattro ruote indipendenti; il retrotreno non rispetta lo schema MacPherson delle vetture italiane ma è ad assale rigido con barra Panhard.

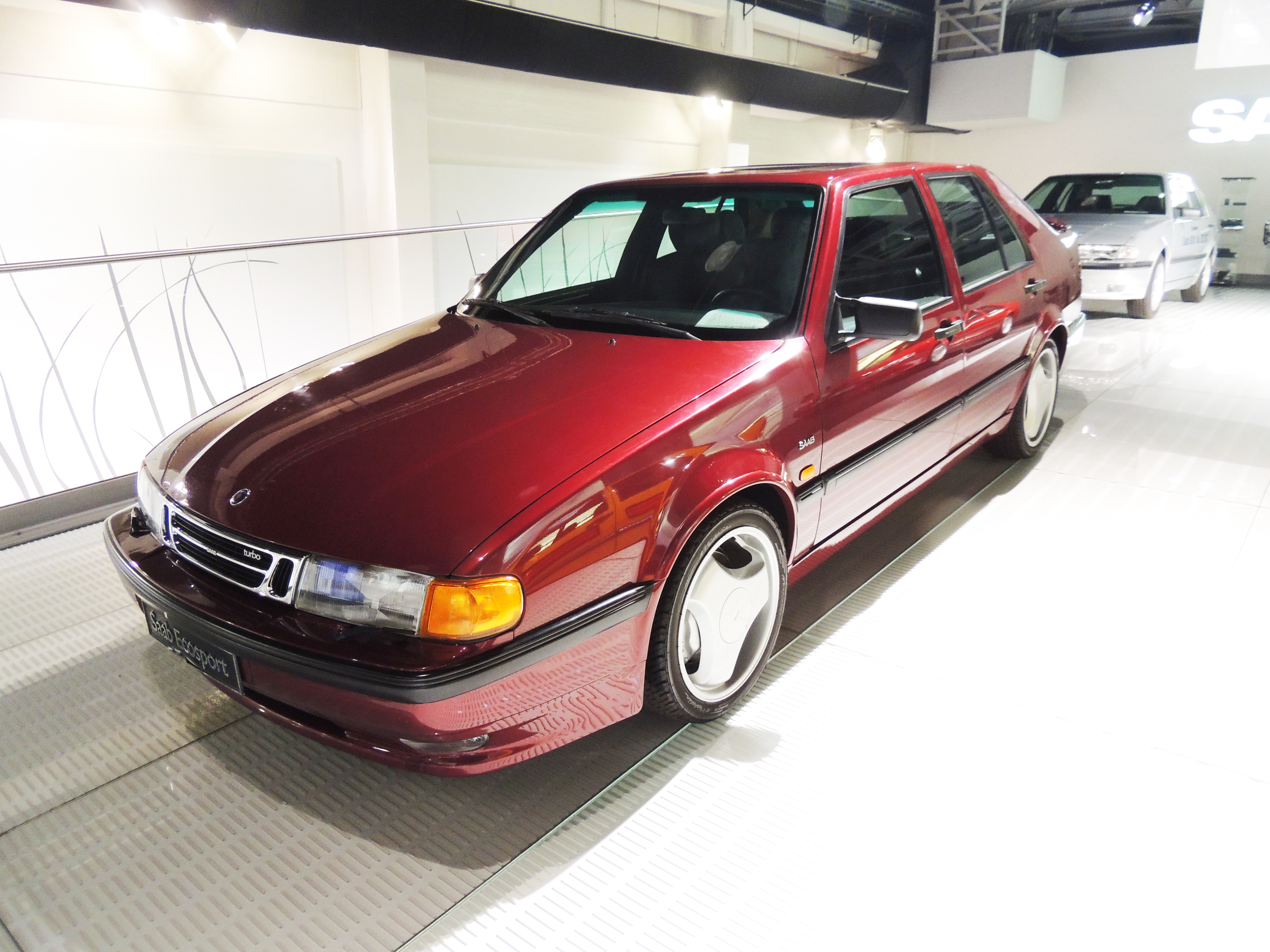
9000 CS (restyling 1991)

Il motore deriva dal propulsore della 900: la principale differenza è l'esser stato installato trasversalmente e non più longitudinalmente; è un quattro cilindri in linea bialbero 16 valvole di 1985 cm³ ad iniezione elettronica; la potenza erogata variava da 130 fino a 204 CV (versione con turbocompressore e intercooler). Le motorizzazioni turbo sono dotate del sistema elettronico di gestione della pressione di sovralimentazione Saab APC System. Sia la 9000i che la 9000i turbo erano dotate di cambio a 5 marce e quattro freni a disco.
Nel 1988 venne introdotta la versione a tre volumi e quattro porte denominata 9000 CD (sia aspirata che turbo), con frontale ristilizzato (reso più spiovente ed aerodinamico). Le vetture vennero dotate del SID (Saab Information Display) che mostra consumo carburante, distanza percorribile, voltaggio in uscita dall'alternatore, voltaggio batteria, temperatura esterna, monitoraggio apertura portiere e portellone.
Nel 1989 venne presentato il motore con cilindrata maggiorata a 2290 cm³ (150 CV). La 9000 2.3i era disponibile sia nella versione cinque porte (CC) che quattro porte (CD).
Nel 1990 venne resa disponibile anche la versione 2.3i turbo da 194 CV. Il frontale ristilizzato della 9000 CD venne utilizzato anche sulla 9000 CC con portellone posteriore.

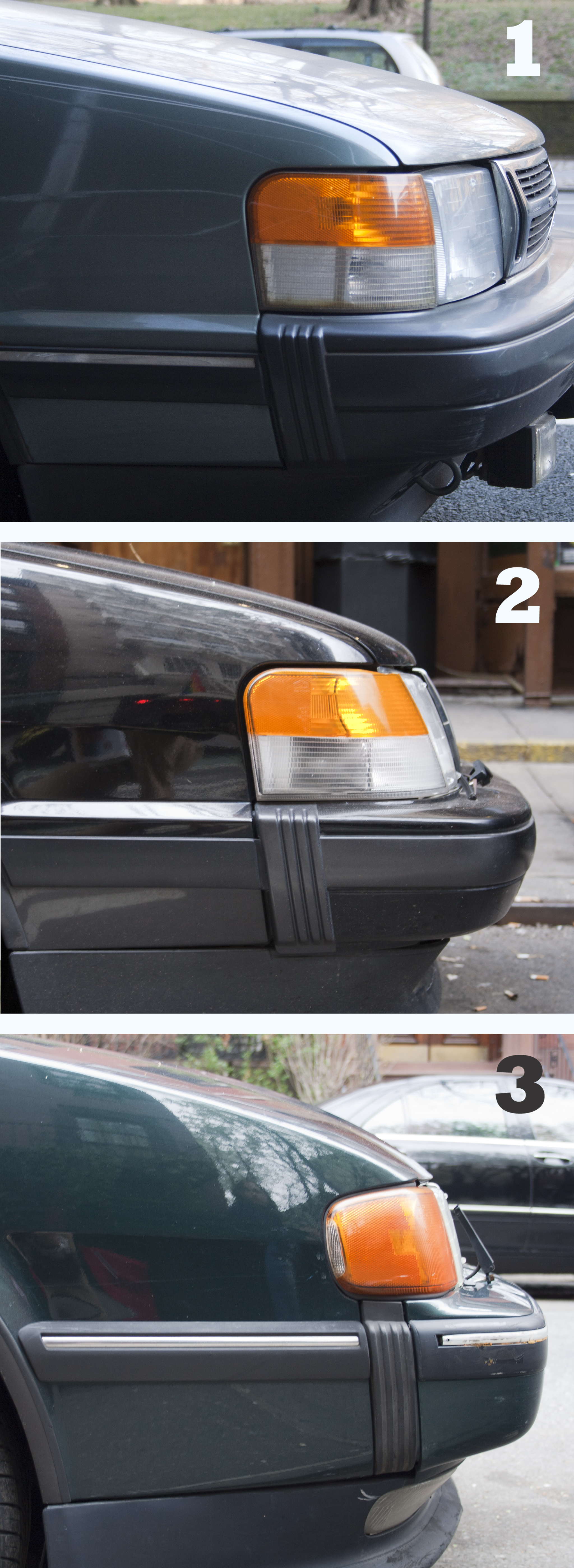
I differenti frontali che caratterizzano i restyling

Alla fine del 1991 ci fu un secondo restyling: cambiò il frontale, i paraurti e sulla cinque porte tutta la zona posteriore; la cinque porte venne denominata CS; i motori vennero dotati di marmitta catalitica.
Dal 1994 i propulsori sovralimentati 2.0 e 2.3 vennero dotati di una nuova iniezione elettronica e gestione della sovralimentazione; il nuovo sistema venne denominato Saab Trionic 5. Era possibile scegliere il motore turbo a bassa pressione LPT (Low Pressure Turbo) o ad alta pressione FPT (Full Pressure Turbo), rispettivamente il 2.0 da 150 o 185 CV ed il 2.3 da 170 o 225 CV. 
Nel 1994 la gamma venne completata dalla 9000 3.0i CD Griffin mossa da un V6 24 valvole di 2962 cm³ da 210 CV (di origine General Motors)
Nel 1998 la 9000 venne sostituita dalla 9-5.

### Motorizzazioni
| Modello                        | Motore | Cilindrata (cm³) | Disposiz.  | Alimentazione                           | Potenza    | Model Year |
| A benzina                      |        |                  |            |                                         |            |            |
| 9000 i 16 CC/CD/CS             | B202   | 1985             | L4 16v     | iniezione elettronica                   | 128-133 Cv | 1986-93    |
| 9000 i turbo 16 EcoPower CD/CS | B202   | 1985             | L4 16v     | iniezione elettronica                   | 147-150 Cv | 1992-93    |
| 9000 i turbo 16 CC/CD/CS       | B202   | 1985             | L4 16v     | iniezione elettronica, APC              | 160-204 Cv | 1985-93    |
| 9000 i 16 CC/CD/CS             | B234i  | 2290             | L4 16v     | Iniezione elettronica                   | 145-150 Cv | 1990-93    |
| 9000 i turbo 16 CC/CD/CS       | B234L  | 2290             | L4 16v     | Iniezione elettronica, APC              | 194-200 Cv | 1990-93    |
| 9000 i turbo 16 CC/CD/CS       | B234R  | 2290             | L4 16v     | Iniezione e sovralim. Saab Trionic, APC | 220 Cv     | 1990-93    |
| 9000 2.0 i CD/CS               | B204i  | 1985             | L4 16v     | Iniezione Saab Trionic                  | 128-130 Cv | 1994-98    |
| 9000 2.0 t CD/CS               | B204E  | 1985             | L4 16v     | Iniezione e sovralim. Saab Trionic      | 150 Cv     | 1996-98    |
| 9000 2.0 T CD/CS               | B204L  | 1985             | L4 16v     | Iniezione e sovralim. Saab Trionic      | 185 Cv     | 1994-98    |
| 9000 2.3 i CD/CS               | B234i  | 2290             | L4 16v     | Iniezione Saab Trionic                  | 150 Cv     | 1994-95    |
| 9000 2.3 t CD/CS               | B234E  | 2290             | L4 16v     | Iniezione e sovralim. Saab Trionic      | 170 Cv     | 1996-98    |
| 9000 2.3 T CD/CS               | B234L  | 2290             | L4 16v     | Iniezione e sovralim. Saab Trionic      | 195-200 Cv | 1994-98    |
| 9000 2.3 T CS                  | B234R  | 2290             | L4 16v     | Iniezione e sovralim. Saab Trionic      | 225 Cv     | 1994-98    |
| 9000 3.0 i CD/CS               | B308i  | 2962             | V6 54° 24v | Iniezione Bosch Motronic                | 210 Cv     | 1994-98    |

## Versioni speciali

### Prometheus
Nel 1993 Saab, in funzione del progetto europeo Prometheus (Programme for European Traffic with Highest Efficiency and Unprecedented Safety), progettò una 9000 dotata di un controller posto al centro della plancia in sostituzione del volante. Questa modifica limita i danni al guidatore in caso di incidente consentendo una migliore installazione dell'airbag e rendendo la strumentazione più visibile.

## Riconoscimenti
- 1996 Il propulsore 2.3 LPT entra a far parte dei dieci motori migliori dell'anno secondo il Ward's (USA).
- 1995 La 9000 CDE V6, secondo l'Associazione Americana di Automobili (AAA), è la migliore auto nella sua fascia di prezzo. Per il "Consumer's Review" (USA) fa parte delle dieci migliori auto di lusso.
- 1993 La 9000, secondo la Associazione Americana di Automobili (AAA), è la migliore auto nella sua fascia di prezzo.
- 1986 Si tenne la "The Long Run" al Talladega Superspeedway (USA) con tre 9000 turbo per una percorrenza di 100.000 km ad una media di 213.299 km/h[2].